# 山田渉
山田 渉（やまだ わたる、1966年（昭和41年）12月10日 - ）は、日本の元ボクサー、陸上自衛官。駿台学園高校、拓殖大学卒業。

## 経歴・人物
駿台学園高校在学中、都立農業高校で1学年下だった高橋直人（後の高橋ナオト）に2戦2勝だった。
高校卒業後はプロになるつもりだったが、監督に大学進学を勧められ、拓殖大学在学中に、2年後輩の瀬川設男とともに1988年ソウルオリンピック日本代表に選ばれ、フェザー級に出場し、2回戦敗退した。
全日本選手権では3階級制覇を達成。
1992年の全日本選手権では決勝で三谷大和に敗れ、これがラストマッチに。
引退後は自衛隊体育学校監督も務めた。
弟の山田茂も元アマチュア選手で後に駿台学園の監督を務めた。1男2女の父で、次女の山田夏冴はプロボクサー。元東洋太平洋スーパーバンタム級王者の勅使河原弘晶は娘婿（夏冴の夫）。